# Santa Maria (Manteigas)
A Freguesia de Santa Maria, oficialmente de Manteigas (Santa Maria), é uma freguesia portuguesa do município de Manteigas, com 22,31 km² de área e 1253 habitantes (censo de 2021). A sua densidade populacional é 56,2 hab./km².
A vila de Manteigas, sede do município, integra esta freguesia.

## Demografia
A população registada nos censos foi:
| Distribuição da População por Grupos Etários | Distribuição da População por Grupos Etários | Distribuição da População por Grupos Etários | Distribuição da População por Grupos Etários | Distribuição da População por Grupos Etários |
| -------------------------------------------- | -------------------------------------------- | -------------------------------------------- | -------------------------------------------- | -------------------------------------------- |
| Ano                                          | 0-14 Anos                                    | 15-24 Anos                                   | 25-64 Anos                                   | > 65 Anos                                    |
| 2001                                         | 256                                          | 208                                          | 855                                          | 290                                          |
| 2011                                         | 163                                          | 159                                          | 775                                          | 321                                          |
| 2021                                         | 115                                          | 106                                          | 637                                          | 395                                          |

## Património
- Casa das Obras
- Casa da Praça
- Casa, Capela, Quinta, Vila Operária e Fábrica de Lanifícios de São Gabriel